# Black Tiger
Black Tiger (Japans: ブラックドラゴン) is een computerspel dat werd ontwikkeld en uitgegeven door Capcom. Het spel werd uitgebracht in 1987 als arcadespel. Het spel is een horizontaal scrollend platformspel. Het perspectief van het spel is in de derde persoon.

## Platforms
| Jaar | Platform                                                |
| ---- | ------------------------------------------------------- |
| 1987 | Arcade                                                  |
| 1990 | Amiga, Amstrad CPC, Atari ST, Commodore 64, ZX Spectrum |
| 2010 | Wii Virtual Console                                     |

## Ontvangst
| Beoordeeld door      | Platform            | Datum            | Score |
| -------------------- | ------------------- | ---------------- | ----- |
| Crash!               | ZX Spectrum         | maart 1990       | 84%   |
| Your Sinclair        | ZX Spectrum         | maart 1990       | 78%   |
| Defunct Games        | Wii Virtual Console | 17 februari 2011 | 75%   |
| Nintendo Life        | Wii Virtual Console | 24 januari 2011  | 60%   |
| Pixel-Heroes.de      | Commodore 64        | april 2009       | 60%   |
| Power Play           | Commodore 64        | juni 1990        | 58%   |
| Svenska Hemdatornytt | Amiga               | april 1990       | 53%   |
| Power Play           | Atari ST            | mei 1990         | 45%   |
| Power Play           | Amiga               | mei 1990         | 45%   |
| Pixel-Heroes.de      | Atari ST            | april 2009       | 40%   |

## Trivia
- Er werd ook een versie ontwikkeld voor de Nintendo Entertainment System, maar deze kwam nooit uit.